# 폴 리처즈 (야구인)
폴 라피에르 리처즈(Paul Rapier Richards, 1908년 11월 21일 ~ 1986년 5월 4일)는 미국의 전 프로 야구 선수이자 감독, 스카우트, 단장이다. 선수 시절 포수로 뛰었으며 우투우타였다. 통산 8시즌 동안 브루클린 다저스 (1932), 뉴욕 자이언츠 (1933–1935), 필라델피아 애슬레틱스 (1935), 디트로이트 타이거스 (1943–1946)에서 활약했다. 은퇴 후에는 시카고 화이트삭스 (1951–1954, 1976)와 볼티모어 오리올스 (1955–1961)의 감독직을 맡았다. 또한 볼티모어 오리올스를 비롯해 휴스턴 콜트 .45s/애스트로스, 애틀랜타 브레이브스, 시카고 화이트삭스의 단장을 맡기도 했다.